# Fanals del Pla de Palau
Els Fanals del Pla de Palau són una obra d'Antoni Gaudí situada davant de l'antiga Duana de Barcelona, catalogada com a bé amb elements d'interès (categoria C).

## Història
Després de l'encàrrec que Gaudí rebé el 1878 per a dissenyar els fanals de la Plaça Reial, el 1889 l'Ajuntament de Barcelona li'n féu un de nou per al Pla del Palau. El disseny és idèntic, excepte en el nombre de braços (tres en lloc de sis), i la part central de la columna, on canvia el coronament troncocònic ja que desapareix l'al·lusió al comerç (atributs de Mercuri).
Inaugurats el 1890, es van col·locar en dos emplaçaments diferents: dos davant de l'antiga Duana i dos més a l'entrada de l'actual passeig Joan de Borbó, que foren retirats a principis del segle xx. Un d'ells fou reproduït en una pintura de Francesc Soler i Rovirosa amb colors molt vius.
Segons conten les cròniques, sembla que el cost pressupostat per Gaudí va ser de 3.600 pessetes pel fanal de mostra, considerant que els següents tindrien un cost inferior, aproximadament de 2.000 pessetes.

## Descripció
Els fanals presenten un pedestal de pedra com a suport base, de planta poligonal i cos prismàtic de la que neix el fust de forja i bronze. La unió entre aquests dos elements es produeix mitjançant tres braços metàl·lics que abracen el pedestal, decorats amb discos umbilicats amb decoració vegetal interna i dues barnilles que formen una «V» amb els caps ornats soldades damunt seu. El tronc del fanal, de diàmetre decreixent, presenta al terç inferior dos escut de la ciutat de Barcelona, que abasten tot el seu perímetre, gravats i policromats amb les quatre barres i la creu de Sant Jordi. Poc més amunt de la meitat de l'alçada total del fanal neixen els tres braços que sustenten la lluminària, ornamentats per sobre i per sota per aplicacions al fust de motius florals. Els tres fanals pròpiament dits, que originalment eren de gas, estan rematats per una corona. La part superior del fust, decorat amb decoracions incises geomètriques, acaba en un remat que recorda una corona invertida amb tres dracs ornamentals, col·locats a mode de radis.